# Parc provincial Murray Beach
Le parc provincial Murray Beach est un parc provincial du Nouveau-Brunswick, au Canada. Il est situé sur la route 955 sur les rives du détroit de Northumberland à Murray Corner.